# Liausson
Liausson é uma comuna francesa na região administrativa de Occitânia, no departamento de Hérault. Estende-se por uma área de 7,95 km². Em 2010 a comuna tinha 154 habitantes (densidade: 19,4 hab./km²).